# Далинхэ
Далинхэ́ (кит. упр. 大凌河) или Эмулуньхэ́ (кит. упр. 鄂木伦河) — река в китайской провинции Ляонин. Название «Далинхэ» означает «Большая теснящая река»; юго-западнее имеется Сяолинхэ — «Малая теснящая река». Длина реки — 375 км.

## Исторические названия
В древности река называлась Байланшуй (白狼水). В эпоху империи Ляо реку называли просто Линхэ и писали как 灵河. После свержения киданьской империи Ляо чжурчжэньской империей Цзинь название реки стали писать как 凌河. Позднее, чтобы отличать от Сяолинхэ, реку стали называть Далинхэ.

## География
Река образуется из двух истоков, которые оба носят название «Далинхэ»: северный исток находится на территории городского уезда Линъюань городского округа Чаоян, южный — на территории уезда Цзяньчан городского округа Хулудао. На территории Харачин-Цзои-Монгольского автономного уезда оба потока сливаются в единую реку, которая течёт на северо-восток, протекает через урбанизированную часть Чаояна, а после Бэйпяо, где в неё с севера впадает Маннюхэ, резко поворачивает на юг, а потом течёт на восток через уезд Исянь. После впадения с севера реки Сихэ река Далинхэ вновь резко поворачивает на юг и в итоге впадает в Бохайский залив.